# Східнопенджабська Вікіпедія
Східнопенджабська Вікіпедія (пенджаб. ਪੰਜਾਬੀ ਵਿਕੀਪੀਡੀਆ) — розділ Вікіпедії східнопенджабською мовою. Створена у червні 2002 року. Східнопенджабська Вікіпедія станом на 27 березня 2025 року містить 58 053 статті, 53 144 зареєстрованих користувачів, 114 активних дописувачів, 10 адміністраторів
. Загальна кількість сторінок у східнопенджабській Вікіпедії — 185 165, редагувань — 800 021, завантажених файлів — 1847
. Глибина (рівень розвитку мовного розділу) східнопенджабської Вікіпедії мала і становить 20.7 пунктів

Східнопенджабська мова — варіант пенджабської мови, який використовується в Індії. Носіїв східнопенджабської мови налічується близько 30 мільйонів.

. 

## Історія
- Червень 2007 — створена 100-та стаття[3].
- Квітень 2009 — створена 1 000-на стаття[3].
- Квітень 2014 — створена 10 000-на стаття[3].
- Грудень 2015 — створена 20 000-на стаття[4].